# City of Lismore
City of Lismore is een Local Government Area (LGA) in Australië in de staat New South Wales. City of Lismore telt 44.668 inwoners. De hoofdplaats is Goonellabah.